# Amarodytes percosioides
Amarodytes percosioides är en skalbaggsart som beskrevs av Régimbart 1900. Amarodytes percosioides ingår i släktet Amarodytes och familjen dykare. Inga underarter finns listade i Catalogue of Life.